# Хектар
Хектарът (hectare) е единица за измерване на площ, кратна на ар (използвана е SI-представката „hecto“). Символът за означаване на хектар според официално приетата в България международна система единици SI е ha. Един хектар е площта на квадрат със страна 100 m.
Представката „hecto“ идва от древногръцката дума εκατόν (сто). „Ар“ има френски произход (идва от лат. area – свободна земна площ). Френският Конвент през 1795 г. постановява площта на квадратно парче земя със страна 10 m да се нарича are.
Единица „хектар“ и нейното международно означение „ha“ са приети от Международния комитет за мерки и теглилки през 1879 г. Понастоящем хектарът е допуснат от Международния комитет за мерки и теглилки за използване наред с единиците от Международната система единици (SI).
Единицата хектар се използва предимно за измерване на земеделски земи. Един хектар е равен на:
- 10 000 m2
- 100 ара
- 10 декара
- 0,01 km2

Хектарът не е често използвана мярка в България – за българите привичната мярка за земна площ е декар: например за добив се ползва изразът килограми от декар. Големината на поземлените имоти също най-често се измерва в декари.